# Lincoln (Oregon, Polk megye)
Lincoln az Amerikai Egyesült Államok északnyugati részén, Oregon állam Polk megyéjében elhelyezkedő önkormányzat nélküli település.
A helységet Howard McKinley Corning történész „búzametropolisznak” nevezte.

## Története
1852-ben Andrew Jackson Doak a Willamette folyó nyugati partja és Salem között kompot üzemeltetett, amelyet 1860-ban eladott Jesse Wallingnak. A település névadója az ugyanezen évben elnökké választott Abraham Lincoln.
Az 1860-as években Wallingnak és a kaliforniai aranyláz idején a térségbe érkezett Lewis Abramsnek közös vízi szállítási vállalkozása volt. Amikor Walling egy balesetben 1870-ben életét vesztette, a szállítási céget és a helység boltját Abrams vette át. Az 1870-es és 1880-as években öt raktár, malom, fűrészüzem, méhészet, kovácsműhely, fémműhely, cipőbolt, vegyesbolt, közösségi ház, templom és iskola is volt itt. Az 1880-as évek végén Lincolnnak ötven lakosa volt.
Hanyatlása a vasút 1878-as átadásával kezdődött, mivel innentől a gazdák terményeiket nem vízen, hanem vasúton szállították. Az 1890-es évek teleinek áradásai a vízpart nagy részét megsemmisítették, míg a többi épület 1914-ben leégett. Lewis Abrams 1905-ös halálát követően vállalkozásait M. A. Albin működtette tovább, aki néhány év múlva csődbe ment.
A posta 1867 és 1901 között működött.